# Millard Tydings
Millard Tydings (Havre de Grace, 1890. április 6. – Havre de Grace, 1961. február 9.) az Amerikai Egyesült Államok szenátora (Maryland, 1927–1951).